# Herbert Isenberg
Herbert Isenberg (* 25. Juli 1930 im Sauerland; † 28. Februar 2021 in Brilon) war ein deutscher Kunstmaler und Grafiker. Sein Werk umfasst vorwiegend ländlich-bäuerliche Motive, in denen die Harmonie von Tier, Mensch und Landschaft besonders hervortritt.

## Werdegang
Seit seiner frühesten Kindheit entwickelte Isenberg seine Begabung zum Zeichnen und Malen. Bereits als Kind trug er stets einen Skizzenblock bei sich, wenn er beispielsweise die Kühe seines Großvaters in seiner sauerländischen Heimat hütete. Er entwickelte seine zeichnerischen und malerischen Fähigkeiten an der Akademie der Studiengemeinschaft Darmstadt. Seine dortigen künstlerischen Arbeiten erfuhren große Wertschätzung und wurden von der Akademie unter anderem als didaktisches Material und als Titelseite auf der hauseigenen Zeitschrift verwendet. Für die Malerei wurde für Isenberg das Studium alter Meister wesentlich. Er rieb – ähnlich wie viele alte Meister – seine Farben selbst an und griff dabei auf Erkenntnisse von Max Doerner und Kurt Wehlte zurück. 
Erste Erfolge erreichte er 1953 mit der zweimaligen Verleihung der Düsseldorfer Zeitungspreises. Ab 1967 zeigten Ausstellungen in der Palette Frankfurt das erwachende Interesse des Kunsthandels und des Publikums an seinem Werk. Zunächst war Isenberg nur in seiner Freizeit künstlerisch tätig. Ab 1970 machte er die Malerei zu seinem Beruf. Seither gilt er als erfolgreicher deutscher Maler, der in Stil und Thematik an die Kunst der alten Meister anknüpft. Vielfach stellt er idyllische Parklandschaften, die heile Welt und die Lustbarkeiten des vorrevolutionären Adels in einem Neorokoko-Stil dar. Der Bildaufbau seiner Gemälde ist häufig gekennzeichnet durch eine ausgeprägte Staffage. Menschen- und Tierfiguren beleben Landschaften oder Architekturbilder und verdeutlichen so Raumtiefe und Größenverhältnisse. Isenberg nutzte zeichnerische wie malerische Mittel im Sinne eines poetischen Realismus. Bekannt wurde unter anderem seine Bilderserie „Am malerischen Rhein“, die von der Porzellanmanufaktur Fürstenberg 1988 und 1989 auf Kunstsammelteller gebrannt und herausgegeben wurde.